# Dassa-Zoumè
Dassa-Zoumè är en kommun i departementet Collines i Benin. Kommunen har en yta på 1 711 km2, och den hade 112 122 invånare år 2013.